# Campeonato Panamericano de Fútbol 1960
El Campeonato Panamericano 1960 fue la tercera y última edición del Campeonato Panamericano de Fútbol, torneo organizado por la Confederación Panamericana de Fútbol. Se desarrolló en San José, Costa Rica, entre el 6 y 20 de marzo de 1960. Argentina obtuvo el título.

## Organización

### Sede
| San José                       |
| ------------------------------ |
| Estadio Nacional de Costa Rica |
| Capacidad: 25 000 espectadores |
|                                |

### Árbitros
- Arthur Villarino
- Juan Soto París
- Luis Ventre
- Rafael Valenzuela.

## Equipos participantes
| Confederación         | Equipo           | Vía de clasificación                                                            |
| --------------------- | ---------------- | ------------------------------------------------------------------------------- |
| Anfitrión             | Costa Rica       | Organizador y Campeón del Campeonato Centroamericano y del Caribe 1960          |
| Conmebol (Sudamérica) | Brasil Argentina | Campeón vigente del torneo Campeón del Campeonato Sudamericano 1959 (Argentina) |
| NAFC (Norteamérica)   | México           | Campeón de NAFC y CCCF de 1958                                                  |

## Clasificación
| Selección  | Pts. | PJ | PG | PE | PP | GF | GC | Dif |
| ---------- | ---- | -- | -- | -- | -- | -- | -- | --- |
| Argentina  | 9    | 6  | 4  | 1  | 1  | 9  | 4  | +5  |
| Brasil     | 7    | 6  | 3  | 1  | 2  | 10 | 8  | +2  |
| México     | 4    | 6  | 1  | 2  | 3  | 9  | 10 | −1  |
| Costa Rica | 4    | 6  | 1  | 2  | 3  | 4  | 10 | −6  |

### Partidos
| 6 de marzo | Brasil                          | 2:2 (1:0) | México                    | Estadio Nacional, San José                                |                                                           |
|            | Élton 17' (pen.) · Gilberto 65' |           | Mercado 76' · Reynoso 79' | Asistencia: 9000 espectadores Árbitro(s): Juan Soto París | Asistencia: 9000 espectadores Árbitro(s): Juan Soto París |

| 8 de marzo | Costa Rica | 0:0 | Argentina | Estadio Nacional, San José   |  |
|            |            |     |           | Árbitro(s): Arthur Villarino |  |

| 10 de marzo | Argentina                             | 3:2 (2:2) | México                       | Estadio Nacional, San José   |                              |
|             | Belén 10', 72' (g.o.) · Nardiello 11' |           | Hernández 35' · González 40' | Árbitro(s): Arthur Villarino | Árbitro(s): Arthur Villarino |

| 10 de marzo | Costa Rica                               | 3:0 (2:0) | Brasil | Estadio Nacional, San José |                         |
|             | Valenciano 14' · Quesada 29' · Rojas 76' |           |        | Árbitro(s): Luis Ventre    | Árbitro(s): Luis Ventre |

| 13 de marzo | Costa Rica     | 1:1 (1:0) | México        | Estadio Nacional, San José |                         |
|             | Valenciano 35' |           | Hernández 60' | Árbitro(s): Luis Ventre    | Árbitro(s): Luis Ventre |

| 13 de marzo | Argentina                | 2:1 (1:0) | Brasil     | Estadio Nacional, San José    |                               |
|             | Belén 5' · Nardiello 55' |           | Juárez 60' | Árbitro(s): Rafael Valenzuela | Árbitro(s): Rafael Valenzuela |

| 15 de marzo | Brasil                   | 2:1 (2:1) | México      | Estadio Nacional, San José                                 |                                                            |
|             | Alfeu 5' · Mengálvio 34' |           | Mercado 44' | Asistencia: 18000 espectadores Árbitro(s): Juan Soto París | Asistencia: 18000 espectadores Árbitro(s): Juan Soto París |

| 15 de marzo | Costa Rica | 0:2 (0:1) | Argentina                 | Estadio Nacional, San José    |                               |
|             |            |           | Onega 12' · D'Ascenzo 79' | Árbitro(s): Rafael Valenzuela | Árbitro(s): Rafael Valenzuela |

| 17 de marzo | Argentina                   | 2:0 (1:0) | México | Estadio Nacional, San José  |                             |
|             | Jiménez 20' · Nardiello 60' |           |        | Árbitro(s): Juan Soto París | Árbitro(s): Juan Soto París |

| 17 de marzo | Costa Rica | 0:4 (0:2) | Brasil                           | Estadio Nacional, San José |                         |
|             |            |           | Juárez 20', 30' · Élton 87', 90' | Árbitro(s): Luis Ventre    | Árbitro(s): Luis Ventre |

| 20 de marzo | Costa Rica | 0:3 (0:1) | México                                  | Estadio Nacional, San José |                         |
|             |            |           | González 20' · Águila 60' · Mercado 86' | Árbitro(s): Luis Ventre    | Árbitro(s): Luis Ventre |

| 20 de marzo | Brasil     | 1:0 (0:0) | Argentina | Estadio Nacional, San José  |                             |
|             | Kuelle 65' |           |           | Árbitro(s): Juan Soto París | Árbitro(s): Juan Soto París |

| Bandera de Argentina          |
| Campeón Argentina 1.er título |